# Mesothen ockendeni
Mesothen ockendeni är en fjärilsart som beskrevs av Druce 1905. Mesothen ockendeni ingår i släktet Mesothen och familjen björnspinnare. Inga underarter finns listade i Catalogue of Life.